# وایند-آپ رکوردز
وایند-آپ رکوردز، ال‌ال‌سی (به انگلیسی: Wind-up Records, LLC) (که تا سال ۲۰۰۴ به‌طور قانونی وایند-آپ اینترتینمنت اینک شناخته می‌شد) ناشر موسیقی مستقلی بود که در سال ۱۹۹۷ توسط آلن ملتسر و دایانا ملتسر به‌وجود آمده و در نیویورک مستقر بود.